# Containment
Containment é uma série limitada americana baseada na série de televisão belga Cordon. A série recebeu ordem para começar a ser produzida pela The CW em 7 de maio de 2015, e estreou em 19 de abril de 2016. Julie Plec é a produtora executiva, juntamente com David Nutter. A série segue uma epidemia que atinge Atlanta, levando a cidade para a quarentena e aqueles que estão presos nela a lutar por suas vidas.
Em 12 de maio de 2016, a The CW anunciou que a série não seria renovada e permaneceria como uma série limitada.

## Sinopse
A série se inicia com o policial de bom coração chamado Alex "Lex" Carnahan, mais conhecido como Lex. Ele é o responsável por patrulhar a área onde está sua namorada, a inteligente Jana. Dentre eles também está Jake Riley, um ex-renegado que agora atua como policial. Melhor amigo de Lex, ele deve proteger os mais necessitados, mas seu primeiro instinto é sempre salvar a si próprio. Os moradores que ficam "presos" em Atlanta enfrentam uma sinistra luta para sobreviver.

## Elenco e personagens

### Principal
- David Gyasi como Alex "Lex" Carnahan[5]
- Christina Moses como Jana Mayfield
- Chris Wood como Jake Riley
- Kristen Gutoskie como Katie Frank
- Claudia Black como Dra. Sabine Lommers
- George Young como Dr. Victor Cannerts
- Hanna Mangan-Lawrence como Teresa Keaton
- Trevor St. John como Leonard "Leo" Greene

### Recorrente
- Zachary Unger como Quentin Frank
- Sandra Ellis Lafferty como Micheline
- Charles Black como Bert
- Shawn Parsons como Sam
- Nadine Lewington como Suzy
- Tiffany Morgan como Leanne
- Demetrius Bridges como Xander Paulson
- Gregory Alan Williams como Besser
- Jimmy Gonzales como Meese
- Thom Gossom, Jr. como Sr. Carnahan
- Robin Spriggs como Harley
- Miles Doleac como Scott

## Episódios
| N.º | Título                                                                   | Dirigido por     | Escrito por                   | Exibição original   | Audiência (milhões) |
| --- | ------------------------------------------------------------------------ | ---------------- | ----------------------------- | ------------------- | ------------------- |
| 1 | "Pilot" "(Piloto)"                                                       | David Nutter     | Julie Plec                    | 19 de abril de 2016 | 1.67                |
| Um homem sírio é encontrado por ser infectado por um vírus altamente contagioso. Ele infecta várias pessoas, incluindo o seu médico e sua família, e põe em movimento uma série de eventos que leva um cordão sanitário a ser colocado sobre a Zona 6 da cidade de Atlanta. A funcionária do governo e médica, Sabine Lommers, exige esta barreira em torno de parte da cidade para tentar conter a propagação do vírus. Ela pede ao policial Lex Carnahan para ficar fora da barreira para se tornar o rosto do esforço da contenção do vírus no resto da cidade. Ele aceita, mas apenas na esperança de saber o que está acontecendo dentro da quarentena, já que sua namorada Jana e seu amigo e colega policial Jake estão lá dentro.             |                                                                          |                  |                               |                     |                     |
| 2 | "I to Die, You to Live" "(Eu Morro, Você Vive)"                          | Charles Beeson   | Julie Plec                    | 26 de abril de 2016 | 1.56                |
| As autoridades descobrem que o irmão mais novo do homem Sírio, agora chamado de "Paciente Zero", tinha uma namorada. Sabine e Lex devem localizá-la para saber se ela foi infectada. Eles colocam a segurança em toda a cidade ao saberem que ela está em uma festa do pijama em algum lugar dentro do cordão de isolamento. Enquanto isso, Teresa, que está grávida, deseja visitar sua avó, que tem Síndrome de Parkinson. No caminho, Teresa expõe-se ao vírus ao abraçar um amigo infectado e deve tomar medidas para proteger sua avó. Em torno do cordão de isolamento, contêineres são adicionados, significando um isolamento um pouco mais permanente.                                                                                       |                                                                          |                  |                               |                     |                     |
| 3 | "Be Angry at the Sun" "(Fique com Raiva do Sol)"                         | Charles Beeson   | Marguerite MacIntyre          | 3 de maio de 2016   | 1.42                |
| Enquanto Lex tenta manter o controle fora do cordão de isolamento, ele descobre que uma jovem, que tinha contato próximo com um paciente infectado, está desaparecida. Com recursos limitados disponíveis, Lex é forçado a recorrer a ajuda de Jake, cujo crescente ressentimento em relação a Lex por tê-lo deixado preso dentro da quarentena está causando-lhe um furacão em sua mente. Enquanto isso, Katie tem que enfrentar os pais desesperados de seus alunos, e Teresa é abalada por um assalto na loja de sua mãe. Além disso, Leo Greene, um repórter, mostra que há um caminho para fora do cordão de isolamento que leva ao caos e toda a comunicação dentro do cordão de isolamento a ser desligada, exceto para o Dr. Victor Cannerts. |                                                                          |                  |                               |                     |                     |
| 4 | "With Silence and Tears" "(Com Silêncio e Lágrimas)"                     | Chris Grismer    | Michael Jones-Morales         | 10 de maio de 2016  | 1.35                |
| Lex continua seu trabalho até que ele percebe que não é o trabalho que ele quer fazer. Katie precisa de medicações e Jake a ajuda a conseguir, assim como suprimentos para o Dr. Cannerts. Jana faz um telefonema que funciona dentro do cordão. Ao procurar por sinal no telhado, ela conhece Sam, chefe de operações de construções e manutenções. Finalmente, ela faz o telefone funcionar, mas ele para de pegar depois de ela ter falado com Lex por alguns segundos. A mãe de Teresa é roubada novamente, mas é salva por uma quadrilha que toma conta da loja. Xander tenta entrar no cordão de isolamento e depois de uma tentativa mal sucedida, ele consegue com o auxílio de Leo.                                                          |                                                                          |                  |                               |                     |                     |
| 5 | "Like a Sheep Among Wolves" "(Como uma Ovelha Entre Lobos)"              | Janice Cookie    | Jeff Stetson                  | 17 de maio de 2016  | 1.28                |
| Uma entrega de alimentos é organizada dentro do cordão de isolamento. Com recursos limitados, a maioria dos alimentos é levado pela quadrilha que ainda está no comando da loja de Teresa. Enquanto isso, Lex está ficando irritado com as autoridades, e Katie percebe uma incompatibilidade no cronograma de eventos que a leva a descobrir que as autoridades estão mentindo para as pessoas. No final, Meese é visto dentro do cordão falando com uma pessoa das autoridades, dizendo que conseguiu fazer algo no interior do cordão de isolamento. |                                                                          |                  |                               |                     |                     |
| 6 | "He Stilled the Rising Tumult" "(Ele Acalmou o Tumulto Crescente)"       | Michael Allowitz | Elizabeth Peterson            | 24 de maio de 2016  | 1.40                |
| Com o calor sufocante batendo a dígitos triplos e a vida fora do cordão de isolamento voltando ao normal, Lex se move a todo vapor em uma tentativa de descobrir a verdade por trás de uma suposta mentira do governo. Enquanto isso, quando Katie descobre que toda a família Thomas foi infectada, e que Thomas está sozinho, ela e Jake partem para encontrá-lo. Depois de descobrir que um de seus captores pode ter contraído o vírus, Xander e Teresa planejam fugir do supermercado e da quadrilha. |                                                                          |                  |                               |                     |                     |
| 7 | "Inferno" "(Inferno)"                                                    | David Boyd       | Matt Corman & Chris Ord       | 31 de maio de 2016  | 1.06                |
| Com o cordão agora sob os comandos da Guarda Nacional, Lex se vê em uma richa com o capitão Lee Scott, que agora está no comando da operação. Dentro do cordão, Jana corre contra o tempo após o Centro de Recuperação de Dados ser atacado por um grupo violento de viciados que procuram mais drogas. Em outros lugares, Xander e Leanne continuam a discordar sobre Teresa e as melhores escolhas para o bebê, enquanto um apelo desesperado de Jana deixa o mundo de Lex virado de cabeça para baixo. |                                                                          |                  |                               |                     |                     |
| 8 | "There Is a Crack in Everything" "(Há uma Rachadura em Tudo)"            | Elliott Lester   | Ariella Blejer & Dawn Kamoche | 14 de junho de 2016 | 0.95                |
| O Dr. Cannerts faz um grande avanço que o coloca um passo mais perto de encontrar uma cura para o vírus. Enquanto isso, depois da monitorização da vigilância hospitalar a partir do dia do surto, Katie e Jake desvendam a verdade por trás do "Paciente Zero". Em outros lugares, Jana e Suzy avançam com um plano para escapar do cordão de isolamento utilizando o sistema de túneis subterrâneos da cidade. Finalmente, uma operação arriscada para extrair o antídoto potencial do cordão toma um rumo inesperado. |                                                                          |                  |                               |                     |                     |
| 9 | "A Kingdom Divided Against Itself" "(Um Reino Dividido Contra Si Mesmo)" | Lance Anderson   | Michael Jones-Morales         | 21 de junho de 2016 | 0.87                |
| Enquanto as tensões chegar a um passo da loucura dentro do cordão, multidões de manifestantes furiosos tomam as ruas na tentativa de se libertarem. Enquanto isso, presos em isolamento e sem posse de comando, Lex e a Dra. Lommers não têm escolha, a não ser permanecerem impotentes enquanto o cordão rompe em caos. No hospital, Jake tenta aliviar o clima levando Katie em um encontro, mas sua felicidade é de curta duração depois que descobrem que vários dos alunos de Katie desapareceram. Enquanto isso, com Lex longe de ser encontrado, Leo avança com sua investigação, chegando a um passo de descobrir quem foi a pessoa responsável pelo vírus.                                                                                   |                                                                          |                  |                               |                     |                     |
| 10 | "A Time to Be Born..." "(Hora de Nascer...)"                             | Carol Banker     | Elizabeth Peterson            | 28 de junho de 2016 | 0.86                |
| Quando Teresa entra em trabalho de parto, Jana, Suzy e Sam trabalham juntos para transformar Bitscan em uma sala de parto improvisada. Enquanto isso, depois de passar algum tempo com a Dra. Lommers, Lex fica desconfiado quando começa a perceber uma mudança repentina em seu comportamento. Em outros lugares, Leo continua a desvendar a conspiração por trás do surto do vírus, enquanto Jake se depara com algumas informações contundentes sobre quem pode estar envolvido. Finalmente, farta de suas mentiras, Katie confronta o Dr. Cannerts. |                                                                          |                  |                               |                     |                     |
| 11 | "Nothing Gold Can Stay" "(Nenhum Ouro Pode Ficar)"                       | Chris Grismer    | Julie Plec & Tom Farrell      | 5 de julho de 2016  | 0.82                |
| Lex e Leo discutem sobre seus próximos movimentos depois que um plano que falhou ameaça reverter seus casos inteiros. Quando um boato de que talvez haja uma maneira de sair do cordão de isolamento começa a se espalhar, Jana considera suas opções. Finalmente, uma mudança inesperada dos acontecimentos faz com que Jake e Katie fiquem mais perto do que nunca. |                                                                          |                  |                               |                     |                     |
| 12 | "Yes Is the Only Living Thing" "(O Sim é a Única Coisa Viva)"            | Charles Beeson   | Marguerite MacIntyre          | 12 de julho de 2016 | 0.78                |
| Enquanto Jana, Sam e Suzy reunem os fundos que necessitam para planejar uma fuga, Jake considera suas próprias opções para romper o cordão de isolamento. Lex recebe pistas enigmáticas de Leo que o leva a um armazém abandonado fora da cidade. Enquanto isso, um rumor generalizado deixa a vida do Dr. Cannerts em perigo. Finalmente, depois de procurar abrigo na casa de sua avó, Teresa faz uma difícil decisão sobre o futuro de sua família. |                                                                          |                  |                               |                     |                     |
| 13 | "Path to Paradise" "(O Caminho Para o Paraíso)"                          | Charles Beeson   | Matt Corman & Chris Ord       | 19 de julho de 2016 | 0.85                |
| Com apenas um tiro para derrubar a Dra. Lommers para sempre, Lex planeja cuidadosamente seus próximos passos. Jana, Suzy, Teresa e Xander fazem as suas fugas perigosas para fora do cordão de isolamento, mas bloqueios de estradas inesperados ameaçam destruir suas chances de voltarem para suas casas. Dentro do cordão, o Dr. Cannerts e Jake fazem uma descoberta revolucionária seguindo de um tratamento experimental arriscado. Finalmente, com o tempo se esgotando, Lex é forçado a tomar uma decisão que mudará sua vida para sempre. |                                                                          |                  |                               |                     |                     |

## Produção

### Desenvolvimento
Em 7 de maio de 2015, a emissora The CW anunciou que estava desenvolvendo Containment, uma série criada por Julie Plec. Com o anúncio da estreia de Containment, foi confirmado que a série se passaria na cidade de Atlanta.

### Filmagens
A produção do episódio piloto começou em junho de 2015, em Atlanta, Geórgia, nos Estados Unidos. Vários locais foram configurados para várias cenas extras. Em outubro de 2015, a série estava em produção regular na área de Atlanta.

## Audiência
O primeiro episódio de Containment estreou em 19 de abril de 2016 na emissora The CW, alcançando uma audiência de 1.67 milhões de telespectadores.